# Erich Hecke
Erich Hecke (20. září 1887 Buk, Polsko, t.č. Německé císařství – 13. února 1947 Kodaň, Dánsko) byl německý matematik. Zabýval se především teorií čísel. Je známý především díky tzv. Heckeho L-funkcím. Byl studentem Davida Hilberta a mezi jeho studenty patřili například Kurt Reidemeister či Heinrich Behnke.